# Estado Popular de Hesse
El Estado Popular de Hesse (en alemán: Volksstaat Hessen) fue un estado perteneciente a la República de Weimar (Alemania), y su existencia ocupa de 1918 hasta 1945. Su capital era Darmstadt y su territorio comprendía 7.692 km².
Después de la Primera Guerra Mundial, el Gran Ducado de Hesse se convirtió en república y su nombre fue cambiado a Estado Popular, en oposición a su pasado monárquico. El estado incluía las provincias de Oberhessen (capital Giessen), Starkenburg (capital Darmstadt) y Rheinhessen (capital Maguncia).
Por medio del Tratado de Versalles, 40 % de su territorio sería ocupado por el ejército francés hasta el 30 de junio de 1930.
Después de la Segunda Guerra Mundial, Oberhessen y Starkenburg formaron parte de la zona de ocupación norteamericana, mientras que Rhein-Hessen, en el lado oeste del río Rin fue parte de la zona de ocupación francesa. El 19 de septiembre de 1945, la administración militar estadounidense creó el nuevo estado de Gran Hesse, que incluía su zona de ocupación en el Estado Popular, así como la provincia de Hesse-Nassau y la ciudad de Fráncfort del Meno. El 1 de diciembre de 1946 el estado de Gran-Hesse fue nombrado simplemente Hesse, y como tal permanece hasta la actualidad.
La parte de Rhein-Hessen, ocupada por los franceses, se integró en el estado de Renania-Palatinado.

## Ministros-Presidentes del Estado Popular de Hesse
| Nombre | Nombre               | Asume el cargo | Deja el cargo | Partido | Partido |
| ------ | -------------------- | -------------- | ------------- | ------- | ------- |
|        | Carl Ulrich          | 1919           | 1928          |         | SPD     |
|        | Bernhard Adelung     | 1928           | 1933          |         | SPD     |
|        | Ferdinand Werner     | 1933           | 1933          |         | NSDAP   |
|        | Philipp Wilhelm Jung | 1933           | 1935          |         | NSDAP   |
|        | Jakob Sprenger       | 1935           | 1945          |         | NSDAP   |